# CPI do HSBC

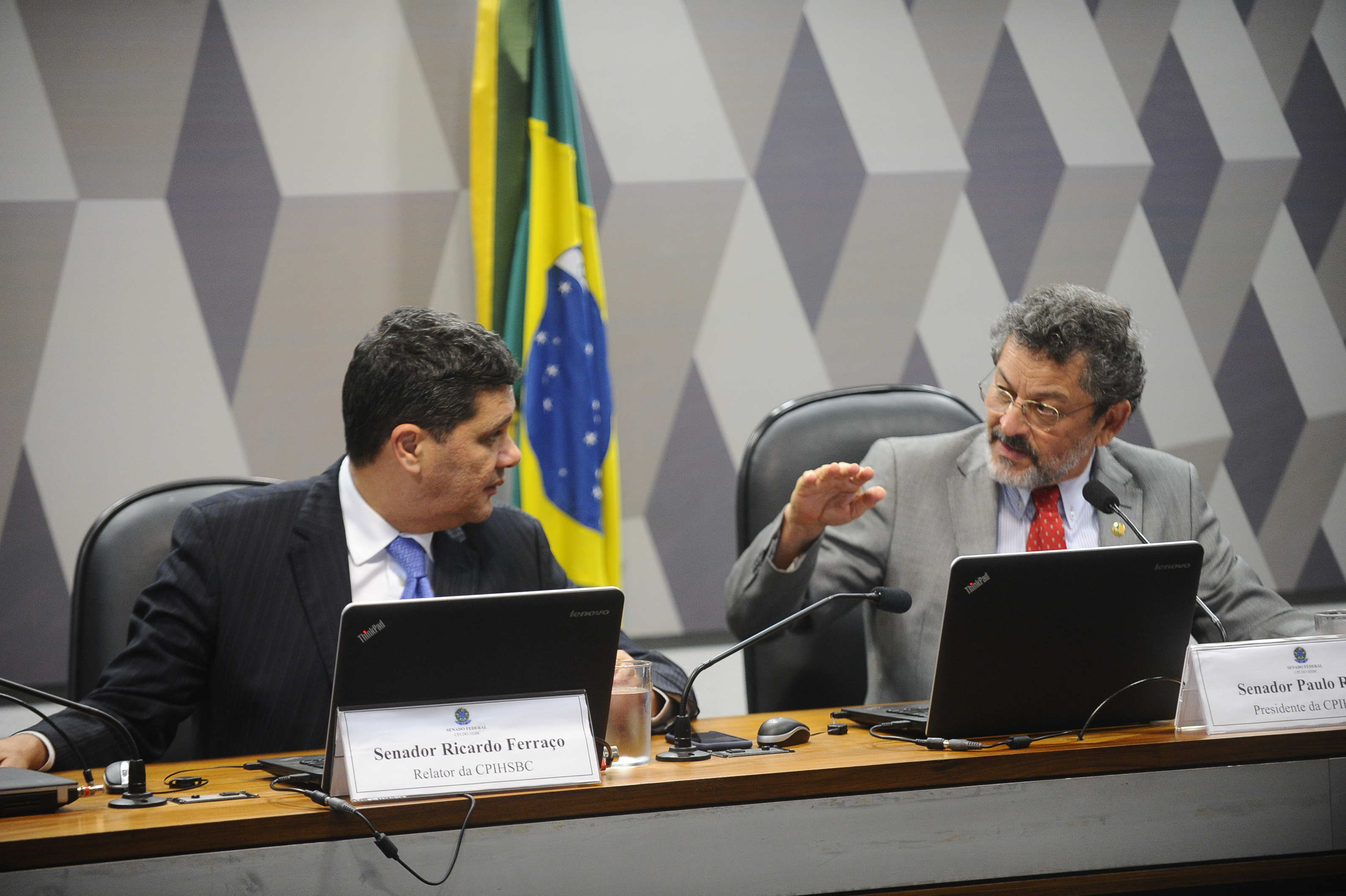
CPI do HSBC do Senado Federal do Brasil em reunião.

A CPI do HSBC ou CPI do Suiçalão é uma investigação instalada em 24 de março de 2015, em curso no Senado Federal do Brasil, sobre denúncias de irregularidades envolvendo evasão fiscal por correntistas brasileiros por meio da instituição financeira internacional do HSBC na Suiça.
A CPI foi criada para investigar evasão fiscal de brasileiros no Swiss Leaks, um  esquema de corrupção fiscal de proporções internacionais envolvendo 8 867 clientes residentes no Brasil que são titulares de 6 606 contas do HSBC, cujo saldo total, no final de 2013, estava em torno  de 7 bilhões de dólares. Segundo o jornalista brasileiro Fernando Rodrigues, que recebeu do International Consortium of Investigative Journalists (ICIJ) a lista de clientes brasileiros do HSBC, as informações sobre essas contas foram passadas às autoridades brasileiras para que seja apurado se houve  ilegalidade nessas operações bancárias ou se os valores envolvidos foram devidamente declarados à Receita Federal do Brasil. O Brasil é o 4º país em número de clientes envolvidos.
O  escândalo de corrupção fiscal foi admitido pelo HSBC por conta de gestão fraudulenta no sentido de não denunciar se as origens dos recursos vieram de operações ilícitas. A parte brasileira do escândalo se dá devido o quarto maios numero de clientes com contas desse tipo serem de clientes brasileiros, que envolve pessoas dos meios artístico, político, empresarial e da alta sociedade.
No dia 25 de março, os jornalistas Fernando Rodrigues e Chico Otávio depuseram na CPI por serem os jornalistas brasileiros que tiveram acesso à lista.
De acordo com a Agência Senado, a CPI pode repatriar o dinheiro, fruto de contravenções.
O relatório final da CPI foi publicado em maio de 2016.